# Rinaldo Loy
Rinaldo Loy (Seui, 15 marzo 1894 – Amba Ghiorghis lncasc, 30 marzo 1940) è stato un militare italiano, insignito della medaglia d'oro al valor militare alla memoria nel corso delle grandi operazioni di polizia coloniali in Africa Orientale Italiana.

## Biografia
Nacque a Seui, provincia di Nuoro, il 15 marzo 1894, figlio di Serafino e Angelica Cannas. 
Arruolato nel Regio Esercito venne nominato sottotenente di complemento dell'arma di fanteria nell'aprile 1915, e dal 24 maggio successivo prese parte alla prima guerra mondiale col 151º Reggimento fanteria e poi col 152º Reggimento fanteria della Brigata Sassari. Nell'agosto 1916 fu trasferito nel servizio permanente effettivo, poi nel 1917 era promosso tenente e nel marzo 1918 capitano. Nel corso della Grande Guerra fu insignito di una medaglia d'argento, due di bronzo al valor militare, e di una croce di guerra al valor militare.  Nel marzo 1936 veniva destinato in servizio presso il Comando della 3ª Divisione CC.NN. "21 aprile" e imbarcatosi a Napoli sbarcava a Massaua il 5 aprile. Promosso maggiore assunse il comando del XXXIII Battaglione coloniale col quale partecipava ai cicli operativi di polizia coloniale nel Lasta e della zona di Navasaghè. Decorato con una seconda medaglia d'argento, altre due medaglie di bronzo e una seconda croce di guerra al valor militare, cadde in combattimento a Amba Ghiorghis-incasc il 30 marzo 1940. Fu promosso tenente colonnello con anzianità 1º gennaio 1940, ed insignito della medaglia d'oro al valor militare alla memoria.

### Fonti
1. 1 2 3 4 5  Combattenti Liberazione.
2. 1 2  Gruppo Medaglie d'Oro al Valor Militare 1965, p. 382.
3. ↑   LOY Rinaldo, Medaglia d'oro al valor militare, su Quirinale. URL consultato l'11 luglio 2021.